# Epiteton
Epiteton (epitet) je básnický přívlastek (řecky epithetos – přidaný; archaicky přímětek). Jde o jeden ze stylistických prostředků, který zdůrazňuje určitou vlastnost osoby, předmětu nebo jevu, případně autorův hodnotící nebo citový vztah k nim.
Bývají rozlišovány dva druhy epiteta. Vyjadřuje-li přívlastek běžně připisovanou vlastnost, jde o epiteton constans (epiteton stálý či ustálený), např. „širé pole, zelený háj“. Přisuzování neobvyklé vlastnosti se pak označuje jako epiteton ornans (epiteton zdobný, ozdobný), například „zemřelá slova“.
Epiteta se řadí mezi básnické tropy, protože vytvářejí se svým podstatným jménem vztah metafory či metonymie.